# Janez Stirn
Janez Stirn (* 16. Mai 1966 in Kranj) ist ein ehemaliger jugoslawischer Skispringer.
Stirn feierte seinen einzigen Sieg bei einem internationalen Wettbewerb am 14. Januar 1984 im Rahmen des Skisprung-Alpencups in Gallio. Den größten Erfolg seiner Laufbahn erreichte er kurz darauf bei der Junioren-Weltmeisterschaft 1984 in Trondheim. Hier konnte der Jugoslawe auf der K80-Schanze hinter Martin Švagerko die Silbermedaille.
Am 30. Dezember 1984 gab er beim Springen in Oberstdorf im Rahmen der Vierschanzentournee 1984/85 sein Debüt im Skisprung-Weltcup. Seine ersten und einzigen Weltcup-Punkte gewann er am 1. Januar 1987 in Garmisch-Partenkirchen mit einem 11. Platz. Am Ende der Saison belegte er mit den fünf gewonnenen Punkten den 63. Platz in der Weltcup-Gesamtwertung. Bei der Universiade 1987 wurde er mit der jugoslawischen Mannschaft Dritter. Seine besten Platzierungen im Skisprung-Europacup waren zwei zweite Plätze.
Bei der Nordischen Skiweltmeisterschaft 1991 in Val di Fiemme sprang er auf der K90-Schanze auf den 38. Platz.
Nach weiteren erfolglosen Springen beendete Stirn 1992 seine aktive Skisprungkarriere.